# Clostridium absonum
Clostridium absonum è una specie di batterio appartenente alla famiglia delle Clostridiaceae.